# 시우다드후아레스 여성 연쇄살인사건

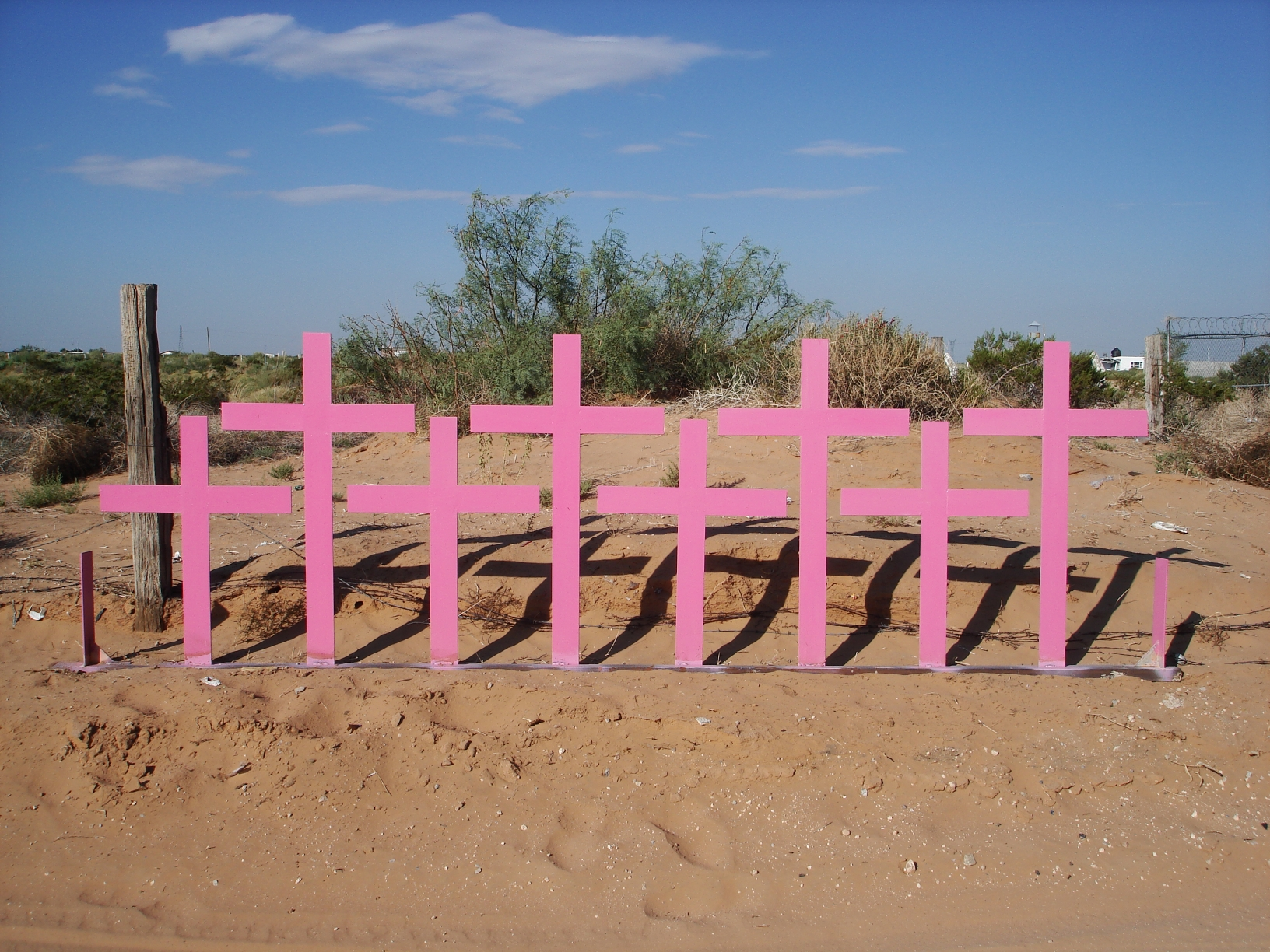
1996년, 8구의 여성 시체가 발견된 지점에 설치된 분홍 십자가.

시우다드후아레스 여성 연쇄살인사건(스페인어: Feminicidios en Ciudad Juárez)은 멕시코 북부의 국경도시 시우다드후아레스에서 1993년에서 2005년에 걸쳐 누적되어 발생하고 있는 연쇄살인사건이다. 사건은 종결되지 않았으며, 현재도 잠재적으로 진행 중이다. 살해후 유해가 확인된 시신의 수만 350~400에 달하며 해당지역의 실종자수까지 합치면 800명에 육박하는 등, 살인사건으로서는 엄청난 사건규모에도 불구하고, 일부 범행에 대한 범인만 검거되었을 뿐, 전체적인 사건의 전모 및 범인의 수는 여전히 미궁속에 빠져 있다. 피해자 전원이 여성이며, 대부분이 인근 공단에서 근무하는 근로자여성이라는 점에서 여성인권,노동자인권문제로서도 국제적인 주목을 받았으며, 멕시코 정부의 미온적인 대처에 대해서도 많은 비난이 있었다. 현재는 장기밀매등 범죄조직의 일부와 각개별 범인들이 복합적으로 포함된 복수의 범인이 존재하는 것으로 추정된다.
이 사건을 소재로 한 할리우드 영화 《보더타운》이 개봉하기도 하였다.